# 福岡市立原小学校
福岡市立原小学校（ふくおかしりつ はらしょうがっこう）は、福岡県福岡市早良区原にある公立小学校。

## 歴史
- 1873年（明治6年） - 開校
- 1941年（昭和16年） - 原国民学校に改称。
- 1947年（昭和22年） - 学制改革により福岡市立原小学校に改称。
- 1964年（昭和39年） - 七隈分校設置
- 1965年（昭和40年） - 福岡市立七隈小学校が独立。原西分校設置
- 1966年（昭和41年） - 福岡市立原西小学校が独立
- 1967年（昭和42年） - 原北分校設置
- 1968年（昭和43年） - 福岡市立原北小学校が独立
- 1989年（平成元年） - 福岡市立飯倉中央小学校が独立

## 通学区域
- 早良区荒江2丁目・3丁目、原1丁目・2丁目[1]

## 進学先中学校
- 福岡市立原中央中学校

## 著名な出身者
- 山口和樹（サッカー選手・アビスパ福岡）